# 나무

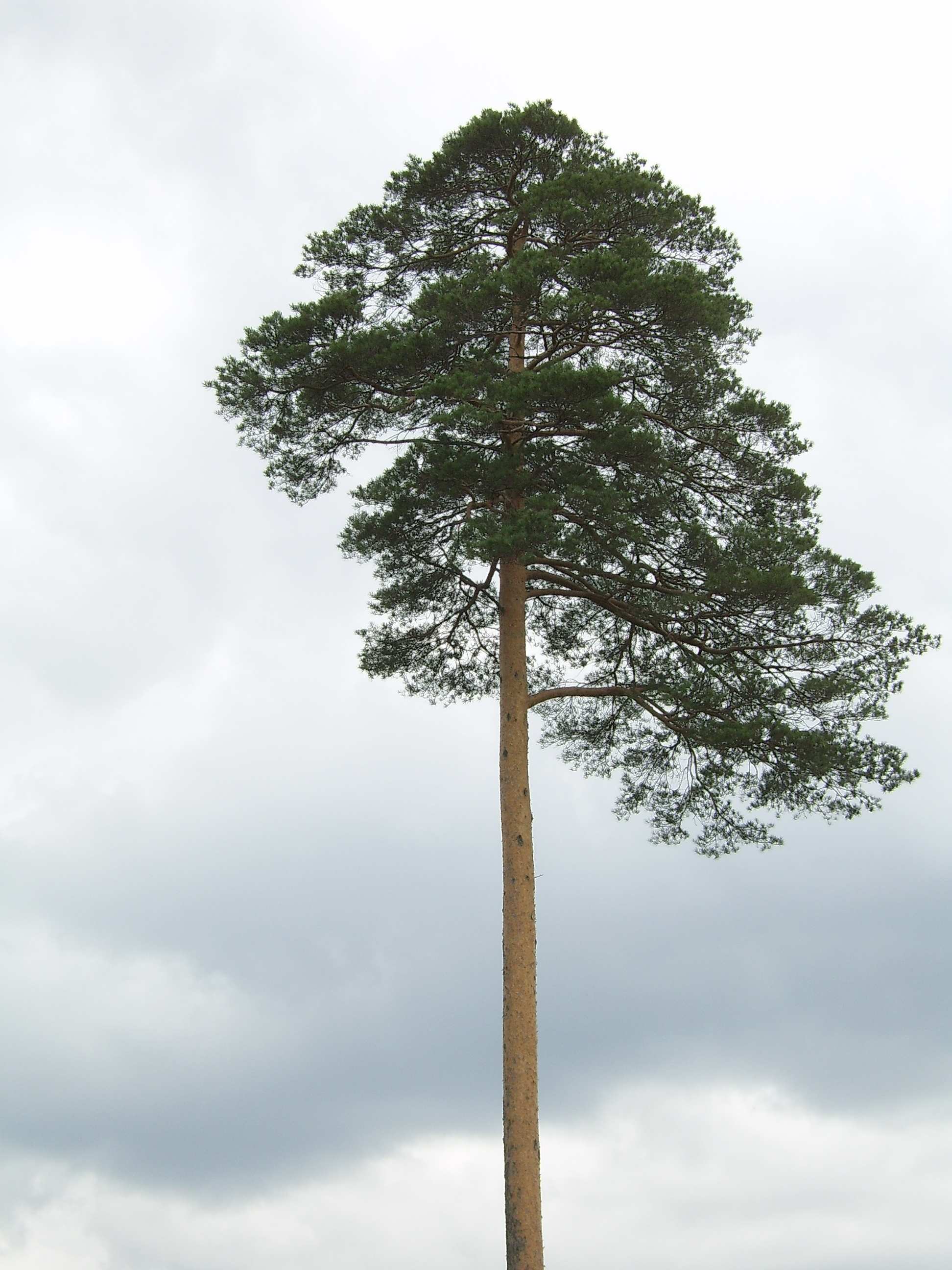
소나무의 모습.

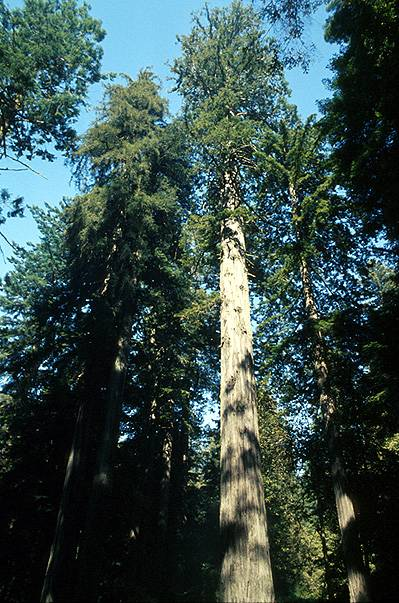
지구에서 가장 큰 나무 종인 침엽수 세쿼이아의 모습.

나무(樹)는 뿌리, 잎, 열매, 나무질로 된 줄기 등으로 구성된 여러해살이 식물이다. 
주로 우리가 숨을 쉴 수 있는 산소를 내보내고, 이산화탄소를 빨아들인다. 또한 사람에게 이로운 피톤치드 성분을 내보낸다. 이 피톤치드 성분은 자신을 벌레 등으로부터 지키려고 내보내는 보호를 위한 성분이다.

## 개요
나무는 보통 개체를 지탱하는 하나의 줄기를 나타내거나, 또는 줄기 가지가 잔가지들을 지탱하는 목질의 식물이다. 일부 학자들은 다 자랐을 때 최소 높이가 3미터에서 6미터 정도가 되고 줄기의 반지름이 10cm, 둘레가 30cm가 되어야 한다고 정의한다. 이러한 정의를 만족하지 못하는 줄기가 여러 개이거나 작은 크기의 목질 식물은 관목이라고 한다. 나무는 다른 식물들과 비교하여 수명이 길어, 어떤 나무는 몇 천년까지 살고 그 키도 115미터에 이르는 경우도 있다.
여러 목과 과에 걸친 다양한 종류의 식물들이 나무의 형태로 존재한다. 이 때문에 나무의 형태와 생식, 생장은 매우 다양하다. 나무는 생물 계통상 연관이 없는 많은 종류의 식물들이 환경에 적응하며 진화한 결과로서 평행진화의 대표적인 사례이다. 대략 100,000 종의 나무가 존재하며 이는 전체 식물 종의 25%에 해당한다. 나무의 과반수가 열대 지역에 분포해 있으며 이 지역은 식물학적인 조사가 이루어지지 않은 곳이 많아 아직까지도 발견되지 않은 종이 다수 있을 것으로 추측되고 있다.
최초의 나무는 석탄기에 숲을 이루었던 속새류와 시아테아레스(Cyatheales)목과 같은 양치식물이었다. 이들과 같은 종류는 오늘날에도 여러 종이 있으나 나무의 형태로 된 종은 더 이상 존재하지 않는다. 트라이아스기에 이르러 구과식물, 은행나무, 소철류와 같은 겉씨식물에 속하는 나무들이 등장하였다. 속씨식물은 백악기가 되어 등장하였다. 오늘날의 나무들은 대부분 속씨식물이다.

## 종류
나무의 종류를 나누는 기준으로는 잎의 모양에 따라 나누는 방법, 쓰임새에 따라 나누는 방법, 분류학적인 방법에 따라 나누는 방법 등이 쓰인다. 나무를 침엽수와 활엽수로 나누는 것은 잎의 모양에 따라 나무를 구분하는 방법에 따른 것이다. 쓰임새에 따라 종류를 나눌 때에는 목재로 쓰이는 용재수종, 과일을 거두는 유실수종, 정원이나 가로수에 이용되는 조경수종, 약재 등에 사용되는 특용수종, 공해에 강한 내공해수종, 음지에서도 잘 자라는 내음수종, 불에 강한 내화수종 등이 있다. 분류학적인 방법은 식물의 분류에 따라 나무를 구분한다. 예를 들어 콩과의 아까시나무, 소나무과의 구상나무 등이 그것이다.

### 모양에 따른 분류
나무의 키와 모양에 따라서 다음과 같이 분류를 하기도 한다.
- 교목(큰키나무) : 일반적으로 원줄기가 하나로 굵게 자라며 키가 4m이상 자라는 나무. 소나무, 느티나무, 은행나무 등
- 관목(작은키나무) : 줄기가 지면에서 여러 개로 갈라지며 가늘고 키가 일반적으로 4m보다 작은나무. 개나리, 진달래, 철쭉, 회양목 등
- 침엽수(바늘잎나무) : 대부분 잎이 바늘 모양(주로 겉씨식물). 소나무, 잣나무, 전나무, 낙엽송(일본잎갈나무), 은행나무 등
- 활엽수(넓은잎나무) : 잎이 넓은 나무(주로 속씨식물). 느티나무, 상수리나무, 벚나무 등
- 상록수(늘푸른나무) : 항상 푸른 잎. 소나무, 곰솔(해송), 전나무, 잣나무, 가문비나무, 동백나무 등
- 낙엽수(갈잎나무) : 가을과 겨울 사이 대부분 잎이 떨어짐. 낙엽송, 버드나무, 단풍나무 등

### 생태적 특성에 따른 분류
그늘에서 견딜 수 있는 정도에 따라 구분을 할 수 있다. 그늘에서 잘 자라면 음수이다.
- 양수 : 소나무, 은행나무, 밤나무, 벚나무 등
- 음수 : 사철나무, 주목, 회양목, 단풍나무, 전나무 등

## 형태
나무의 기본적인 부위는 뿌리, 줄기, 가지, 수피, 잎이다. 나무의 종류마다 줄기와 가지가 자라는 방식 및 잎의 크기와 모양이 다르기 때문에 나무의 전체적인 외형은 매우 다양하다.

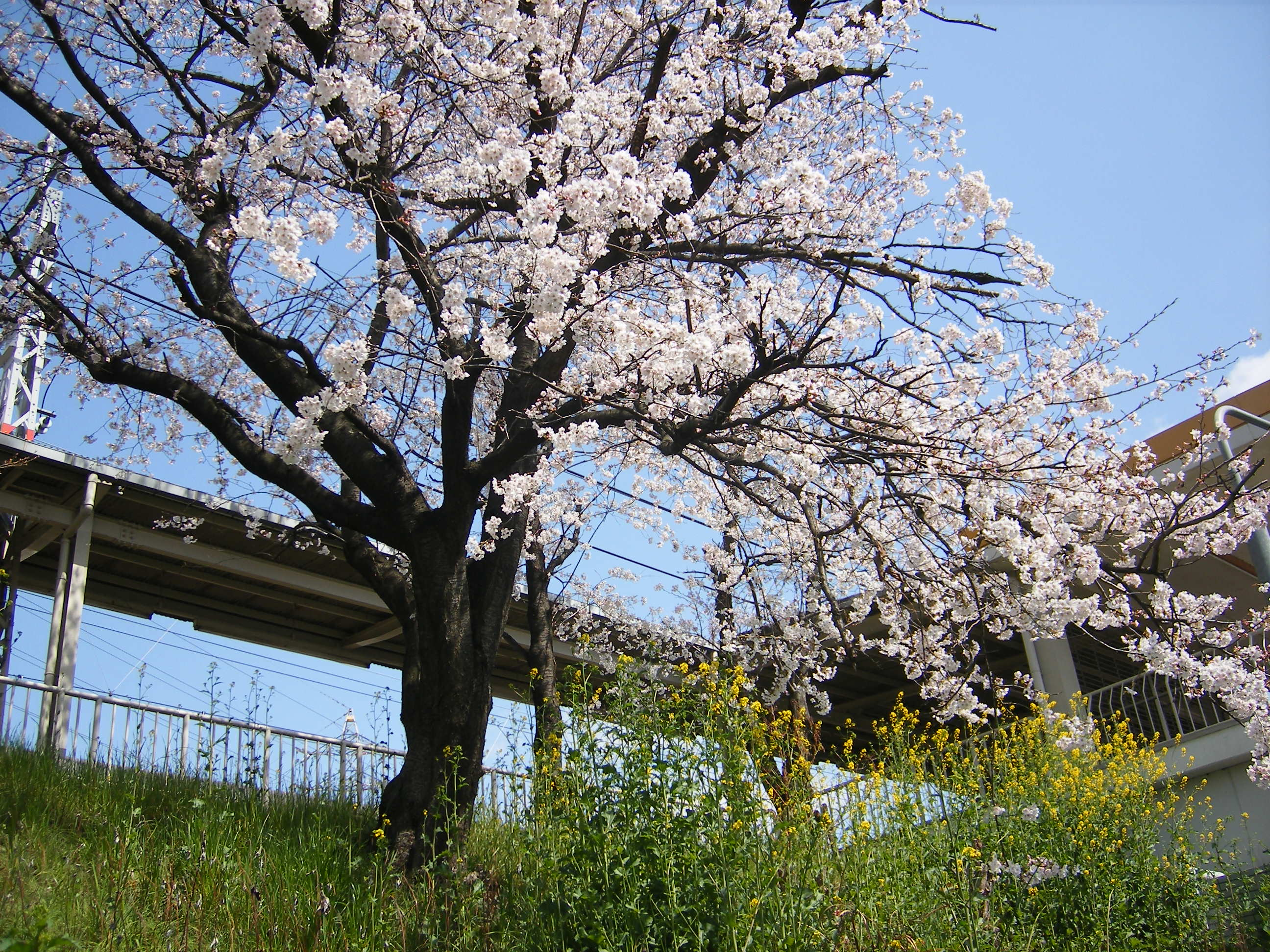
벚나무
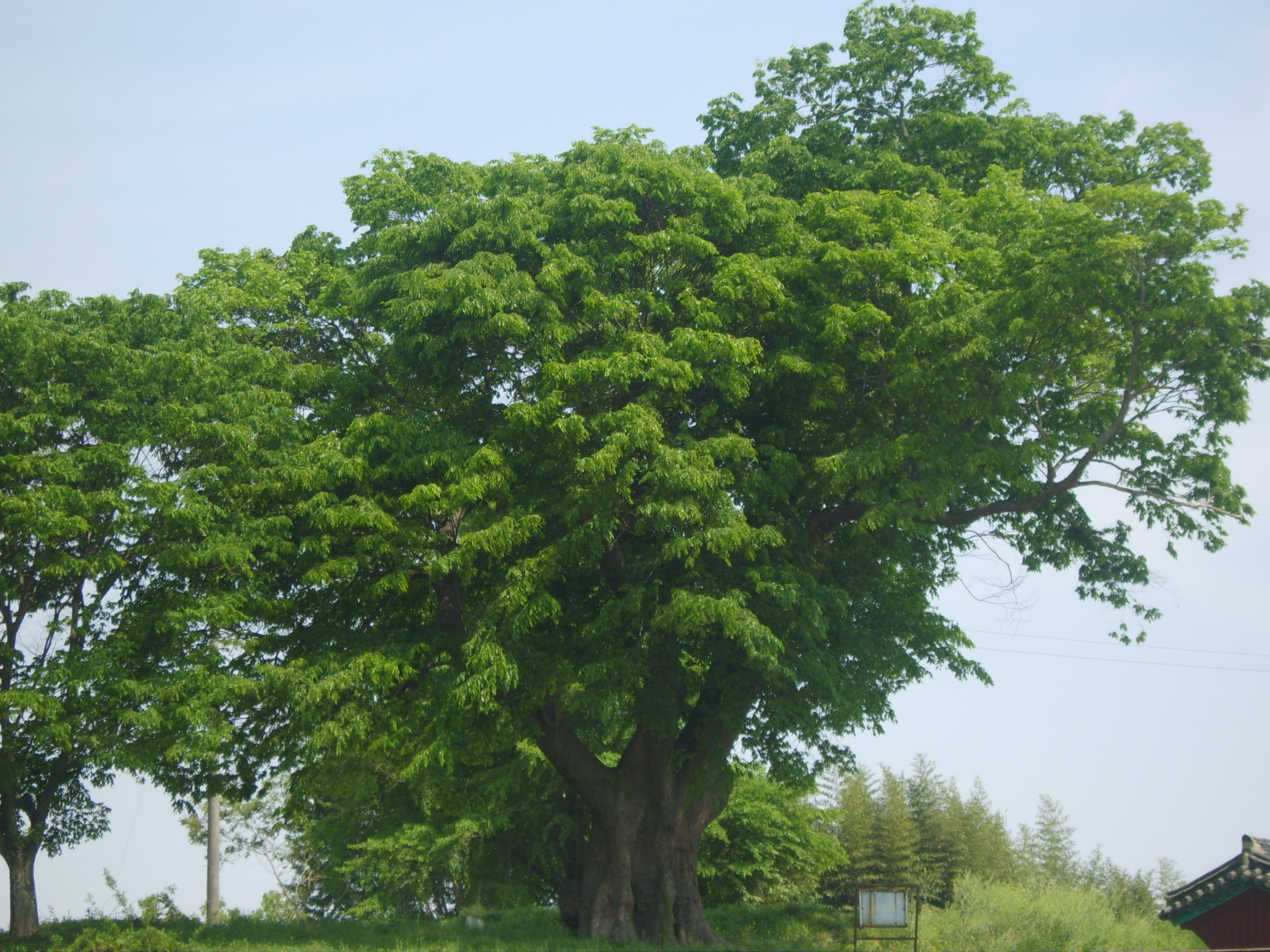
느티나무
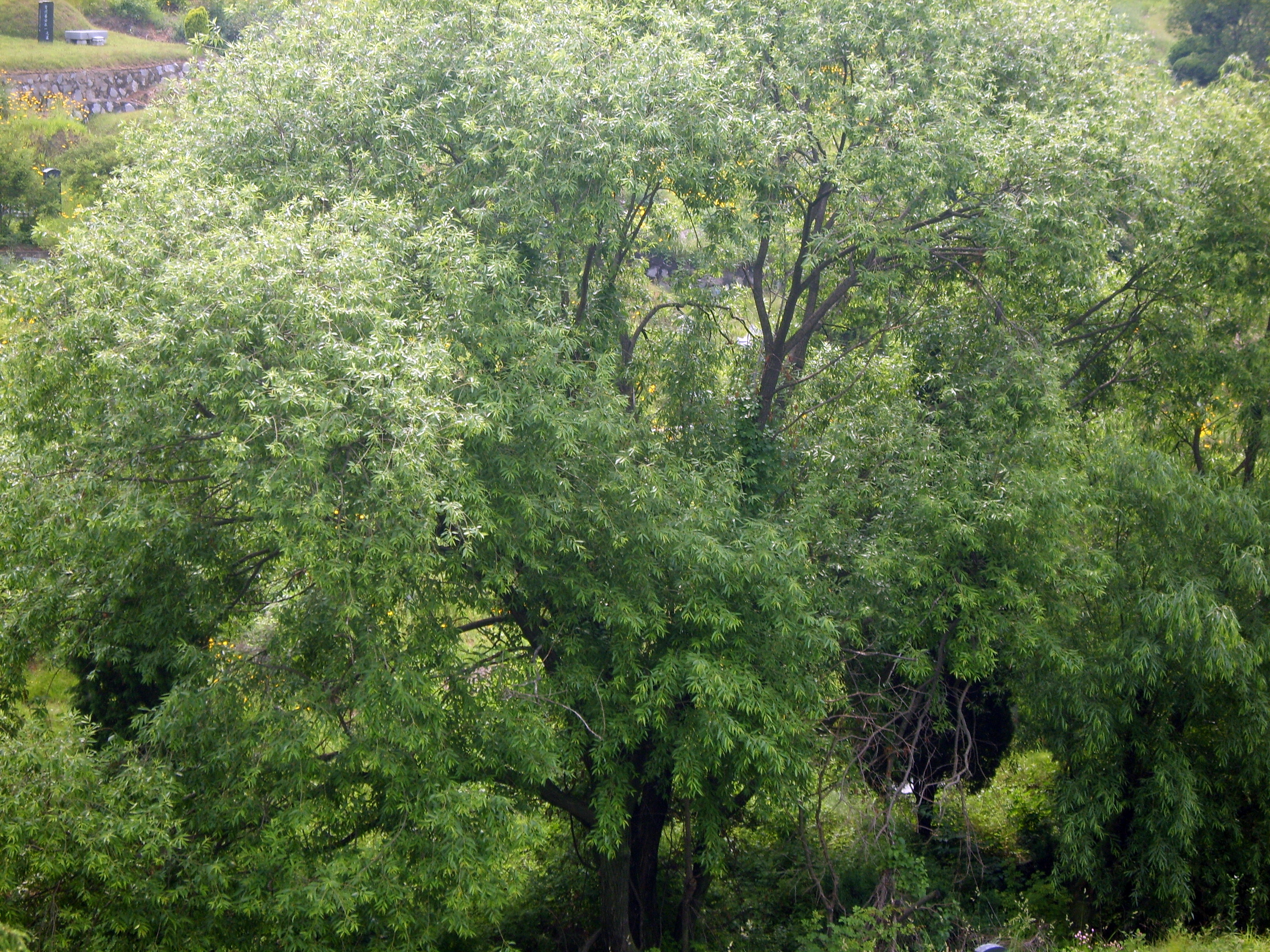
버드나무

뿌리는 지표 밑에 있는 부위로 나무를 지탱하고 물과 양분을 공급한다. 줄기는 물관부와 목질로 이루어져 있으며 나무의 형태를 좌우한다. 가지는 줄기에서 나와 잎들을 지탱한다. 잎은 나무가 광합성을 통해 양분을 얻고 호흡과 수분 조절을 하는 기관이다. 수피는 나무의 표면으로 외부 환경으로부터 나무를 보호하고 채관부를 통해 영양분을 이동한다.

## 숲
여러 나무가 군락을 이루어 자라는 곳을 숲이라 한다. 사람의 손길이 닿지 않은 숲은 원시림이라 불리며 개마고원과 같은 깊은 오지에 분포한다. 도심의 숲은 생물서식처로서의 기능을 갖고 있어 비오토프라 불린다. 한대 지방의 툰드라나 열대 지방의 열대우림과 같이 기후에 따라 숲을 이루는 나무의 종류가 다르다. 기후대에 따라 주종을 이루는 나무를 극상종이라 한다. 한국의 극상종은 서어나무, 떡갈나무 등이다.
한국에서는 온도 조건에 따라 난대림, 온대림, 한대림으로 구분한다.
- 난대림 : 북위 35도 이남 지역, 연평균 기온이 14°C 이상, 상록 활엽수림
- 온대림 : 북위 35~43도(고산 지역 제외), 연평균 기온 6~13°C, 낙엽 활엽수림
- 한대림 : 연평균 기온이 5°C 이하, 침엽수림

## 나무와 환경
나무의 뿌리는 토양이 빗물과 바람에 쓸리는 것을 막고, 잎은 여러 생물이 날씨의 변화로부터 피할 수 있는 곳을 제공하며 초식 동물의 먹이가 되는 등 생태계에서 중요한 부분을 차지한다. 나무는 대기 중의 이산화탄소를 흡수하고 산소를 배출하는 중요한 역할을 한다.
또한 지표면의 온도를 조절하는 역할도 하고 있다. 나무는 조경과 농업에 중요한 요소로서 미관으로써의 즐거움을 주기도 하고 사과와 같은 과일을 생산하기도 한다. 나무에서 얻는 목재는 건축자재로 널리 사용된다. 나무는 세계의 여러 신화에서도 친근한 존재이다.
나무의 나이테로 나무의 생육환경을 시간을 축으로 연구하는 학문을 연륜연대학이라고 한다.

## 같이 보기
- 풀
- 여러해살이
- 식물
- 소나무
- 참나무
- 대나무
- 단풍나무
- 사과나무
- 밤나무